# Ernest Niżałowski
Ernest Niżałowski  (węg. Ernő Nizalowski) (ur. 29 marca 1915 w Budapeszcie, Węgry, zm. 17 października 2014) – polski i węgierski tłumacz, żołnierz Wojska Polskiego, pilot, działacz mniejszości polskiej na Węgrzech.

## Życiorys
Jego dziadek Zygmunt Niżałowski został w młodym wieku stracony za udział w działalności przeciw carowi, wówczas babka razem z synami Czesławem i Ludwikiem przedostała się do Wiednia. Ludwik emigrował do Ameryki Północnej, a Czesław studiował aeronautykę na Uniwersytecie Wiedeńskim i został inżynierem. Ernest wychowywał się w duchu polskiego patriotyzmu, od dzieciństwa działał w ruchu skautowskim, w 1933 współorganizował Światowy Zlot Skautów w Gödöllö. W 1935 uczestniczył w Jubileuszowym Zlocie ZHP w Spale, gdzie zetknął się z kultem Józefa Piłsudskiego oraz widział prezydenta Ignacego Mościckiego, wydarzenie to miało wpływ na jego poczucie patriotyzmu przez resztę życia. W 1936 posiadając polskie obywatelstwo dzięki wstawiennictwu wuja gen. Franciszka Niżałowskiego został skierowany na dwuletnią służbę w Wojsku Polskim, początkowo w 4 Pułku Lotniczym w Toruniu, w I Batalionie Balonów Zaporowych. Po trzech miesiącach przeniesiony został do szkoły pilotów działającej przy 5 Pułku Lotniczym w Lidzie koło Wilna. Po uzyskaniu dyplomu pilota samolotów RWD-8, PWS 26, kontynuował naukę w szkole podchorążych w Dęblinie, którą skończył w randze podporucznika lotnictwa będąc pilotem samolotu łącznikowo-zwiadowczego PZL.23 Karaś. Następnie wrócił na Węgry, gdzie rozpoczął studia prawnicze na Uniwersytecie Wiedeńskim i pracował w redakcji prasowej.
Na wieść o rozpoczęciu mobilizacji w sierpniu 1939 wyjechał do Polski, walczył podczas kampanii wrześniowej, został aresztowany i uwięziony w Malborku, skąd zbiegł. Przedostał się do Budapesztu, gdzie został zatrudniony przez Józsefa Antalla w Departamencie ds. Uchodźców Ministerstwa Spraw Wewnętrznych, a następnie w XXI Departamencie Ministerstwa Obrony. Departament ten kierowany przez Zoltána Baló zajmował się pomocą wojskowym uchodźcom polskim w przedostaniu się do ugrupowań polskich walczących w zachodniej Europie. Pełnił rolę tłumacza towarzyszącego polskim żołnierzom, m.in. pomógł marszałkowi Edwardowi Śmigłemu-Rydzowi przedostać się z Rumunii na Węgry. Od 1943 przeprowadzał grupy ok. 10-12 osób przez Jugosławię i Włochy do Francji. W 1944 po wkroczeniu hitlerowców na Węgry i aresztowaniu Henryka Sławika podjął próbę nawiązania z nim kontaktu, niestety Sławik został zamordowany. Z przerwami nauczał w kierowanym przez ks. Bélo Vargą Gimnazjum polskim w Balatonbogláré.
Po zakończeniu działań wojennych zaangażował się w pracę w służbie policyjnej i wojskowej, w 1949 został aresztowany na podstawie fałszywego oskarżenia i przebywał w niewoli do amnestii w 1953. Po wyjściu na wolność miał problem ze znalezieniem zatrudnienia, pracował w zakładach Orion jako tłumacz. W konspiracji tłumaczył materiały polskiego rządu na emigracji, był członkiem założycielem Polskiego Stowarzyszenia Kulturalnego im. Józefa Bema na Węgrzech, Stowarzyszenia Katolików Polskich im. Św. Wojciecha oraz Legionu Wysockiego. Uczestniczył w polskim życiu kulturalnym na Węgrzech, inicjował różne akcje związane z Polską m.in. pomoc powodzianom w 1997, zbiórka środków na pomnik upamiętniający zbrodnię katyńską. W 1999 przebywający z wizytą na Węgrzech prezydent RP Aleksander Kwaśniewski odznaczył Ernesta Niżałowskiego Krzyż Kawalerski Orderu Zasługi Rzeczypospolitej Polskiej, w 2000 został awansowany do stopnia porucznika lotnictwa Wojska Polskiego, a w 2004 otrzymał polskie obywatelstwo. W 2012 prezydent RP Bronisław Komorowski odznaczył Ernesta Niżałowskiego Krzyż Oficerski Orderu Zasługi Rzeczypospolitej Polskiej.

## Odznaczenia
- 1939 – Krzyż Walecznych;
- 1999 – Krzyż Kawalerski Orderu Zasługi Rzeczypospolitej Polskiej;
- 2005 – Polonus Roku
- 2012 – Krzyż Oficerski Orderu Zasługi Rzeczypospolitej Polskiej.